# The Stills
Pour les articles homonymes, voir Stills.
The Stills est un groupe de rock indépendant canadien, originaire de Montréal, au Québec. Le groupe se sépare officiellement en avril 2011.

## Biographie
La formation originale du groupe comprend le chanteur et guitariste Tim Fletcher, le guitariste Gregory Paquet, le bassiste Olivier Corbeil et le batteur Dave Hamelin. Chacun des membres se connaissent depuis l'âge de 12 ans et ont joué dans divers groupes avant de former The Stills, comme Chinatown et Amentum. Le groupe se fait tout d'abord remarquer à la fin de 2002 lorsque le magazine Rolling Stone dresse la liste des « groupes à surveiller » en 2003 et y inclut le groupe. De plus, les critiques à l'égard de Logic Will Break Your Heart sont très positives aux États-Unis. Le magazine Blender donne 4 étoiles sur 5 à l'album en disant que c'est « un exemple à suivre dans le genre pop rock[réf. nécessaire]. »
Greg Paquet (ex-guitariste) quitte le groupe en 2005 pour divergences musicales. C'est Dave Hamelin (précédemment à la batterie) qui le remplace, et qui devient également le chanteur principal de l'album Without Feathers. Liam O'Neil est devenu membre à part entière du groupe, et c'est Julien Blais qui assure la batterie depuis la tournée de Without Feathers. Without Feathers est publié le 9 mai 2006 au label Vice Records (et au Royaume-Uni chez Drowned in Sound Recordings). Comme le premier, il est produit par Van Go, et marque un son typé post-punk revival, et Americana. Il fait participer Sam Roberts, Emily Haines (Metric) et Jason Collett (Broken Social Scene). Cette même année, le groupe fait partie du Festival Arts et Musique Osheaga, à Montréal, qui réunit plus de 20 000 amateurs. Il partage aussi la scène avec plusieurs artistes dont Malajube, Vulgaires Machins et Sonic Youth. 
Ils signent avec Arts & Crafts pour la sortie d'un troisième album, Oceans Will Rise, le 19 août 2008. Le 20 juillet 2008, le groupe joue sur les Plaines d'Abraham pour commémorer les 400 ans de Québec juste avant la prestation de Paul McCartney qui a attiré 270 000 personnes. En 2009, leur single Everything I Build est utilisé dans l'ending de l'épisode 5 de la série Defying Gravity. Le 28 mars 2009, The Stills remportent deux Juno Awards pour leur album Oceans Will Rise, dans les catégories de meilleur nouveau groupe et de meilleur album alternatif.
En 2010, une de leurs chansons intitulée I'm With you est utilisée dans la publicité de la bière Alexander Keith. Cette même année, le groupe commence l'enregistrement de quelques nouvelles chansons et une fois de plus des changements sont apportées au groupe. Le batteur Julien Blais est remplacé par Dave Hamelin et c'est un retour à la guitare pour l'ex-membre Greg Paquet. Le 15 avril 2011, Le groupe annonce sa séparation après une décennie passée ensemble.

## Autres projets
En 2009, Hamelin, et le batteur d'O'Neil et Broken Social Scene Justin Peroff forment le groupe Eight and a Half, publiant un album homonyme en 2012. O'Neil joue divers instruments sur l'album Come Around Sundown des Kings of Leon (2010) et s'implique dans le groupe de hip-hop Da Gryptions.
Fletcher s'occupe des chœurs dans l'album Lo-Fantasy du Sam Roberts Band (2014) et joue de la guitare pour le rappeur canadien k-os. En 2014, il forme le groupe Beat Cops avec Mikey Heppner de Priestess, publiant l'album Mean Streets en 2015,. Cette même année, Fletcher publie l'album Punks on the Moon avec son projet Voizes,. Fletcher forme ensuite Megative avec l'ancien producteur de Stills, Gus Van Go. En 2017, ils sortent le single More Time.

## Membres
- Greg Paquet - voix (2000-2005), guitare (2010-2011)
- Tim Fletcher - voix, guitare (2000-2011)
- Dave Hamelin - batterie (2000-2005), voix, guitare (2005-2011)
- Oliver Crowe - basse (2000-2011)
- Liam O'Neil - claviers (2000-2011)
- Julien Blais - batterie (2005-2010)

## Discographie

### Singles
- 2003 : Still in Love Song
- 2008 : Being Here

### Autres
- 2004 : Retour à Vega (extrait de la Bande Originale du film Rencontre à Wicker Park)